# Dorcadion bisignatum
Dorcadion bisignatum är en skalbaggsart som beskrevs av Jakovlev 1900. Dorcadion bisignatum ingår i släktet Dorcadion och familjen långhorningar. Inga underarter finns listade i Catalogue of Life.